# NGC 2789
NGC 2789 = NGC 3167 ist eine linsenförmige Radiogalaxie vom Hubble-Typ SB0/a im Sternbild Krebs auf der Ekliptik. Sie ist schätzungsweise 281 Millionen Lichtjahre von der Milchstraße entfernt und hat einen Durchmesser von etwa 125.000 Lichtjahren.
Im selben Himmelsareal befinden sich u. a. die Galaxien NGC 2783, IC 2444, IC 2446, IC 2449.
Das Objekt wurde am 13. März 1883 vom französischen Astronomen Édouard Stephan entdeckt.